# Franz Lau
Franz Lau (ur. 18 lutego 1907 w Lipsku, zm. 6 czerwca 1973 w Lipsku) – niemiecki teolog luterański, historyk Kościoła.
Franz Lau studiował teologię i historię w Wiedniu i Lipsku, ukończył także szkołę kaznodziejską św. Pawła w Lipsku. W latach 1932–1939 był pastorem w Regis-Breitingen, gdzie związał się z Kościołem Wyznającym, a od 1939 roku był pastorem w kościele Marcina Lutra w Dreźnie. Po II wojnie światowej do 1947 roku był superintendentem krajowym Saksonii. W latach 1947–1972 wykładał historię Kościoła w Lipsku. W latach 1952–1971 był przewodniczącym organizacji Gustav-Adolf-Werk.

## Dzieła
- «Äußerliche Ordnung» und «weltlich Ding» in Luthers Theologie, Göttingen 1933
- Luthers Lehre von den beiden Reichen, Berlin 1952
- Das Matthäus-Evangelium, Berlin 1956 (wyd. 2)
- Das Heil des Volkes und das Evangelium, Leipzig 1957
- Die kirchlichen Ordnungen als Erziehungsmacht, Leipzig 1958
- Reformationsgeschichte Deutschlands bis 1555, Göttingen 1964
- Dar Glaube der Reformatoren, Wuppertal 1964

Wydania polskie
- Marcin Luter, przekład Janusz Narzyński, Zwiastun, Warszawa 1966